# Aéroport de Toulon-Hyères
Luchthaven Toulon-Hyères (Frans: Aéroport de Toulon-Hyères) is een luchthaven 3 km zuidoost van Hyères aan de Franse zuidkust. Het vliegveld is ook geschikt voor plezierluchtvaart en pilotenopleiding.
Anno 2022 zijn er regionale verbindingen naar Parijs (Orly en Charles-de-Gaulle), Brest, Nantes, Ajaccio en Bastia.